# Ouli (Kamerun)
Ouli ist eine Gemeinde im Département Kadey in der Region Est in Kamerun. 

## Geografie
Ouli liegt im Osten Kameruns, an der Grenze zur Zentralafrikanischen Republik.

## Verkehr
Die Gemeinde ist nur über mehrere Sandpisten zu erreichen.